# 穆森代
10°0′S 15°20′E / 10.000°S 15.333°E
穆森代（葡萄牙語：Mussende），是個位於安哥拉西部的城鎮，由南廣薩省負責管轄，東鄰基巴拉，面積9,700平方公里，2013年該城鎮人口84,205，人口密度每平方公里9人。